# Monòlit
Un monòlit és un monument de pedra o una formació geològica d'una sola peça. El mot prové del grec antic μονόλιθος (monólithos) de μονο- (mono-) 'sol, únic' i λίθος (líthos), 'pedra'.

## Monuments
N'hi ha de molts tipus, i es poden trobar sols, junts o associats formant una construcció, per exemple en forma d'estàtua o d'estela. Sovint, quan es parla de monuments monolítics, es fa referència a grans construccions megalítiques com les conegudes taules de Menorca. Un dels monuments més espectaculars format per monòlits gegants, als quals llavors s'acostuma a anomenar monuments megalítics, és el de Stonehenge, a Anglaterra.
Una de les altres grans concentracions de monòlits es troba a Carnac, a la regió de la Bretanya: els alineaments de Carnac, on més de 3.000 menhirs clavats a terra i alineats formen un paisatge enigmàtic, del qual es continuen fent tota mena d'hipòtesis sobre què volien expressar els nostres avantpassats de la prehistòria amb aquestes construccions.
En la pel·lícula 2001: una odissea de l'espai se n'hi fa referència.
Alguns dels més destacats són:
- El calendari asteca pedra del Sol
- L'esfinx de Guiza, a Egipte

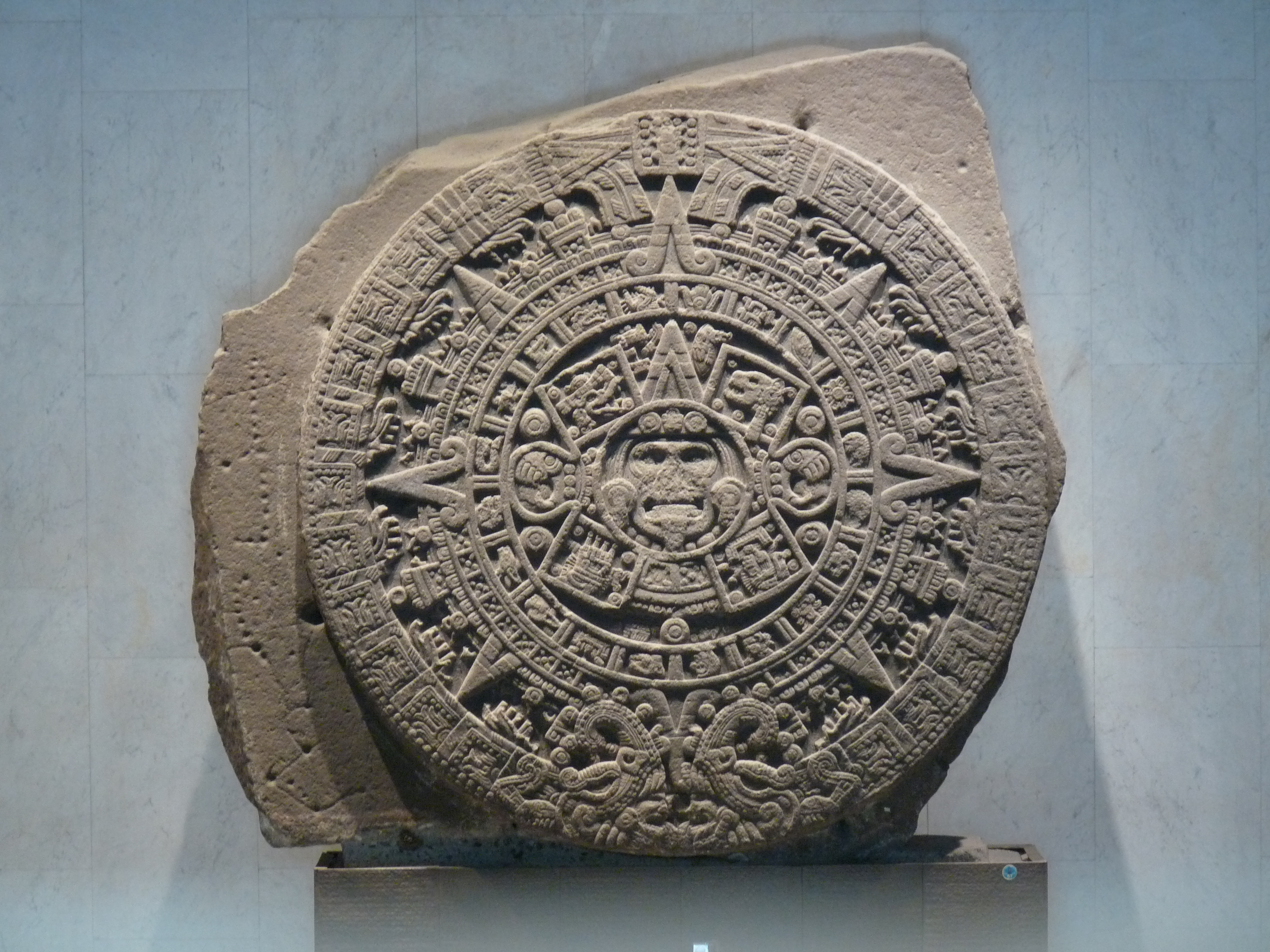
El calendari asteca pedra del Sol

- Les coves d'Ellora (Índia), Patrimoni de la Humanitat.
- Stonehenge, a Anglaterra
- Les taules, a Menorca
- Les pedres rúniques
- Les esteles
- Els obeliscs
- Els menhirs
- Els cromlecs

## Monòlits naturals

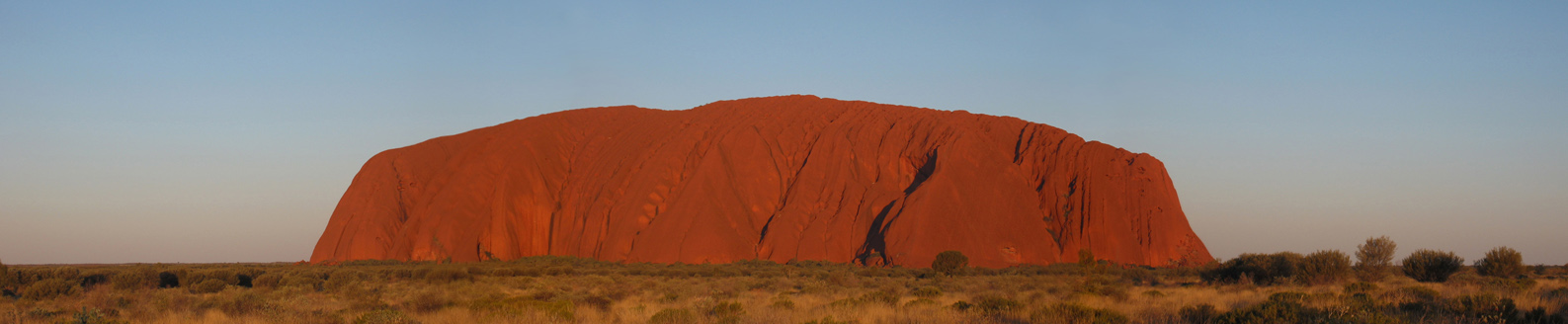
Vistes de l'Ulurú, un dels monòlits més grans de la Terra

Els monòlits naturals considerats els més grans del món són:
- Mont Augustus (Austràlia) o Mount Augustus, el més gran del món, al parc nacional epònim, dues vegades més gran que l'Ulurú, amb una edat geològica d'1,65 milers de milions d'anys.[2]
- Mont Stone i els seus dos veïns més petits, mont Panola i mont Aràbia, a Atlanta, Geòrgia (Estats Units).[3]
- Ulurú (Ayers Rock), a Austràlia.[4]
- Pine Mountain, a Victòria (Austràlia).
- El Capità, al Parc Nacional de Yosemite, a Califòrnia (Estats Units).
- La peña de Bernal, a Querétaro (Mèxic).
- Pão de Açúcar, a Rio de Janeiro (Brasil)
- El penyal de Gibraltar, a Gibraltar.